# Павлов Ігор Валентинович
Ігор Валентинович Павлов (рос. Игорь Валентинович Павлов, латис. Igors Pavlovs; 1 січня 1965, Липецьк, СРСР) — радянський і латвійський хокеїст, крайній нападник.

## Біографічні відомості
Вихованець хокейної школи «Юність» (Липецьк). У складі молодіжної команди «Динамо» (Москва) став переможцем чемпіонату 1984 року і бронзовим призером-1983 у відповідній віковій категорії. Його партнерами у тому складі були Михайло Шталенков, Андрій Віттенберг, Андрій Вахрушев, Олексій Амелін.
Виступав за команди майстрів «Динамо» (Харків) і «Динамо» (Рига). У складі латвійського клубу провів у вищій лізі СРСР 230 матчів (50+44). Після розпаду Радянського Союзу виступав за німецькі колективи. Захищав кольори національної Латвії, у тому числі на трьох чемпіонатах світу.
Після завершення ігрової кар'єри в «Обергаузені» увійшов до тренерського штабу цього клубу. Нададі працював у командах «Фіштаун Пінгвінс», «Регенсбург», «Крефельд», «Кельнер Гайє» (всі — Німеччина), «Сибір» (Новосибірськ), «Спартак» (Москва, Росія), «Рапперсвіль-Йона Лейкерс» (Швейцарія), «Ганновер Скорпіонс» і «Гальброннер Фалькен». З сезону 2017/2018 — головний тренер «Регенсбурга».

## Досягнення
- Срібний призер чемпіонату СРСР (1): 1988

## Статистика
| Сезон               | Клуб                  | Ліга                | Регулярний сезон | Регулярний сезон | Регулярний сезон | Регулярний сезон | Регулярний сезон | Плей-оф | Плей-оф | Плей-оф | Плей-оф | Плей-оф |
| Сезон               | Клуб                  | Ліга                | І                | Г                | П                | О                | ШХ               | І       | Г       | П       | О       | ШХ      |
| ------------------- | --------------------- | ------------------- | ---------------- | ---------------- | ---------------- | ---------------- | ---------------- | ------- | ------- | ------- | ------- | ------- |
| 1984-85             | «Динамо» (Харків)     | СРСР-2              | 35               | 3                | 2                | 5                | 14               |         |         |         |         |         |
| 1985-86             | «Динамо» (Рига)       | СРСР                | 32               | 7                | 3                | 10               | 20               |         |         |         |         |         |
| 1986-87             | «Динамо» (Рига)       | СРСР                | 37               | 7                | 13               | 20               | 21               |         |         |         |         |         |
| 1987-88             | «Динамо» (Рига)       | СРСР                | 33               | 4                | 6                | 10               | 6                |         |         |         |         |         |
| 1988-89             | «Динамо» (Рига)       | СРСР                | 25               | 4                | 2                | 6                | 2                |         |         |         |         |         |
| 1989-90             | «Динамо» (Рига)       | СРСР                | 30               | 4                | 3                | 7                | 8                |         |         |         |         |         |
| 1990-91             | «Динамо» (Рига)       | СРСР                | 45               | 19               | 13               | 32               | 20               |         |         |         |         |         |
| 1991-92             | «Старс» (Рига)        | СРСР                | 28               | 5                | 4                | 9                | 21               | 21      | 2       | 4       | 6       | 16      |
| Всього у вищій лізі | Всього у вищій лізі   | Всього у вищій лізі | 230              | 50               | 44               | 94               | 98               | 21      | 2       | 4       | 6       | 16      |
| 1993-94             | «Вітковіце» (Острава) | Чехія               | 0                | 0                | 0                | 0                | 0                | 1       | 0       | 0       | 0       | 0       |
| 2000-01             | «Обергаузен»          | Німеччина           | 20               | 0                | 1                | 1                | 12               | 1       | 0       | 0       | 0       | 0       |